# Тиманівська сільська рада (Шосткинський район)
Тиманівська сільська́ ра́да — колишній орган місцевого самоврядування в Шосткинському районі Сумської області. Адміністративний центр — село Тиманівка.
Село Тиманівка знаходиться в 2-х км від лівого берега річки Десна, нижче за течією на відстані в 7 км розташоване село Чапліївка, на протилежному березі - село Радичів (Коропський район). По селу протікає пересихає струмок з загати. Від річки село відділяє великий лісовий масив (сосна). Річка в цьому місці звивиста, утворює лимани, стариці і заболочені озера.

## Загальні відомості
Населення ради: 410 осіб (станом на 2001 рік)

## Населені пункти
Сільській раді підпорядковані населені пункти:
- с. Тиманівка
- с. Бензики

## Склад ради
Рада складається з 12 депутатів та голови.
- Голова ради: Мальцев Сергій Андрійович
- Секретар ради: Андрущенко Олена Василівна

### Керівний склад попередніх скликань
| Прізвище, ім'я, по батькові | Основні відомості                                                 | Дата обрання | Дата звільнення |
| --------------------------- | ----------------------------------------------------------------- | ------------ | --------------- |
| Жирний Анатолій Пилипович   | Сільський голова, 1959 року народження, освіта вища, безпартійний | 26.03.2006   | 31.10.2010      |
| Жирний Анатолій Пилипович   | Сільський голова, 1959 року народження, освіта вища, безпартійний | 31.10.2010   | 24.10.2015      |
| Мальцев Сергій Андрійович   | Сільський голова, 1988 року народження, освіта вища               | 25.10.2015   |                 |

Примітка: таблиця складена за даними сайту Верховної Ради України

## Галерея зображень

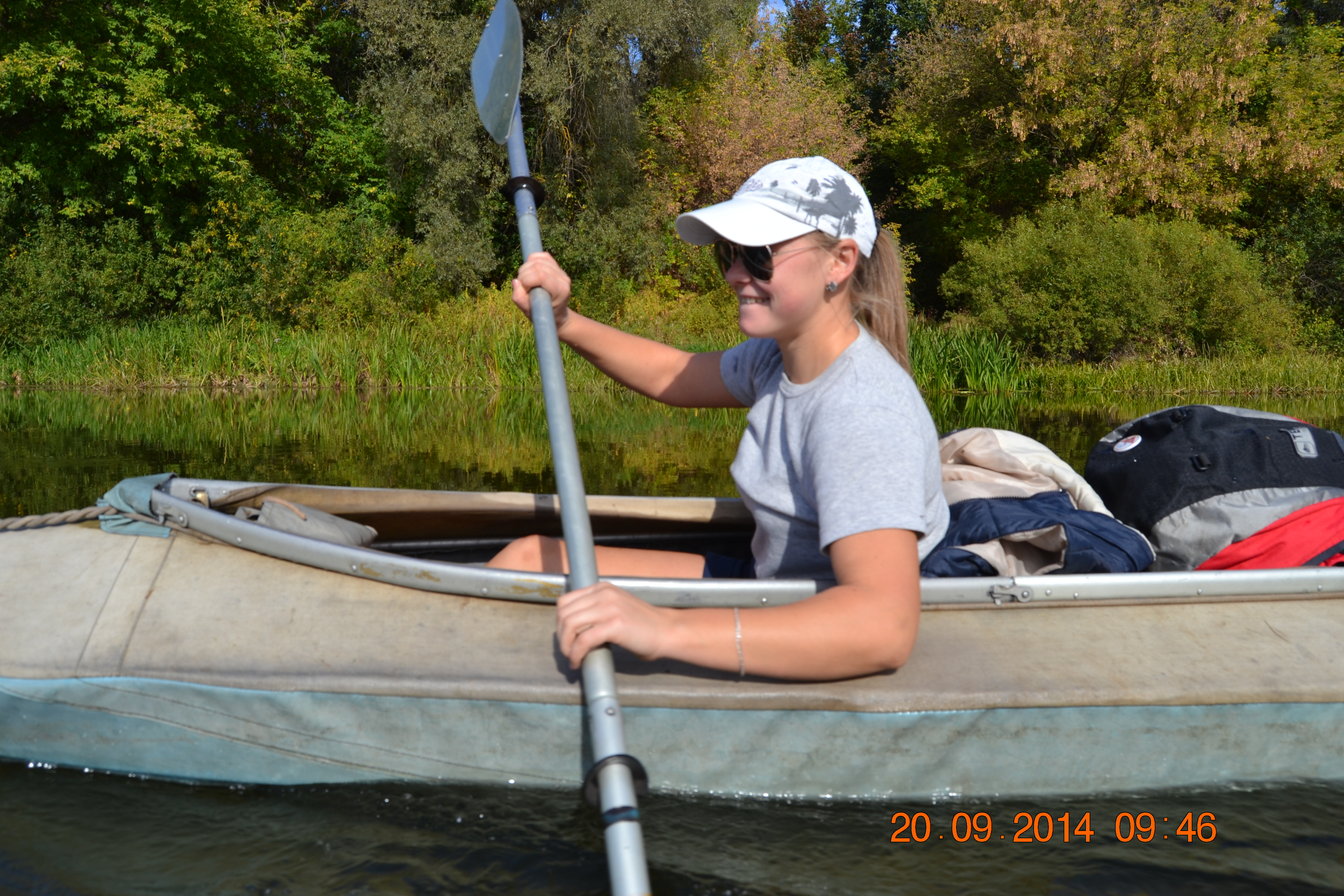
с.Тиманівка Шосткинський р-н р.Десна
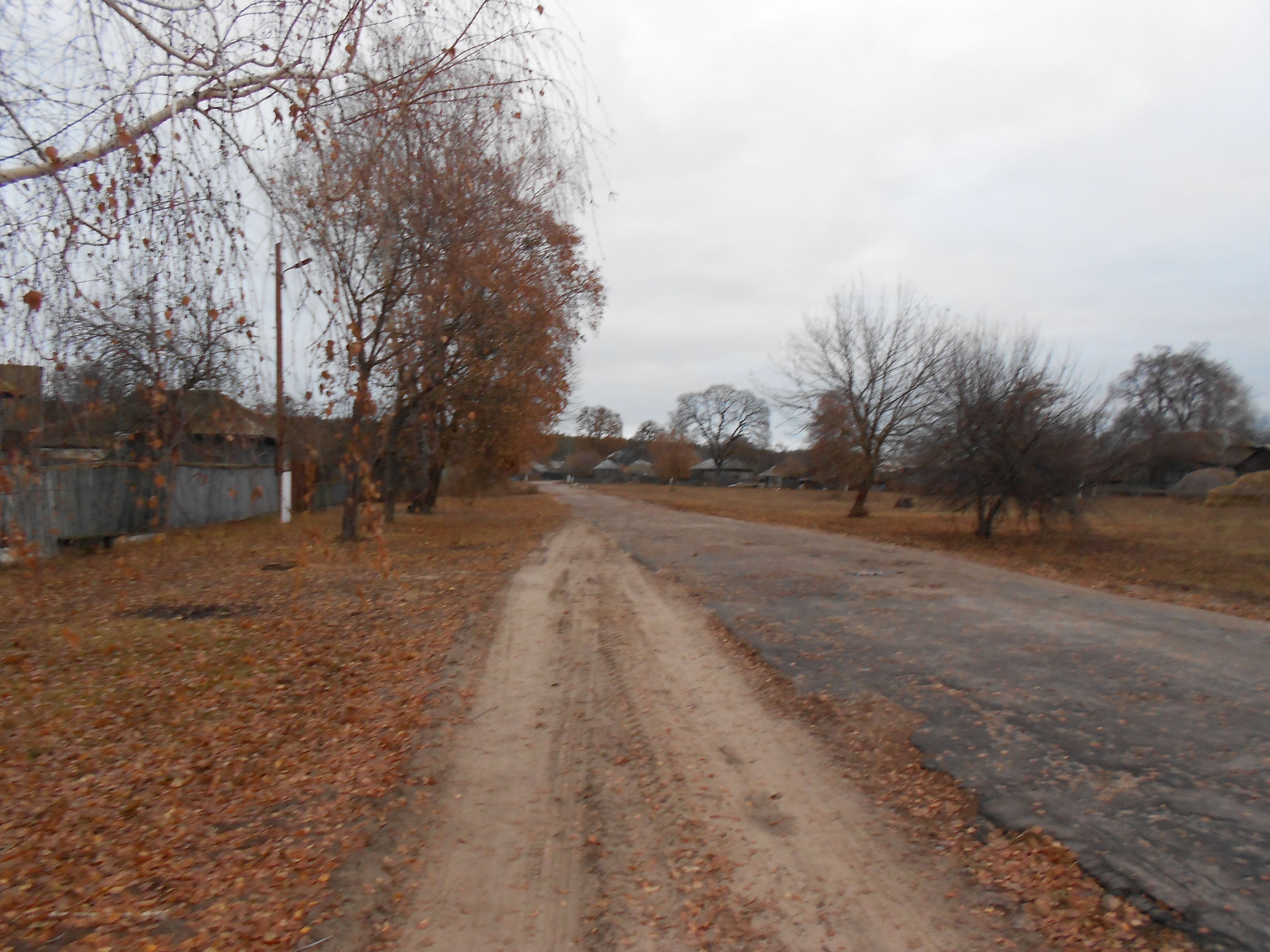
вул.Жовтнева с.Тиманівка
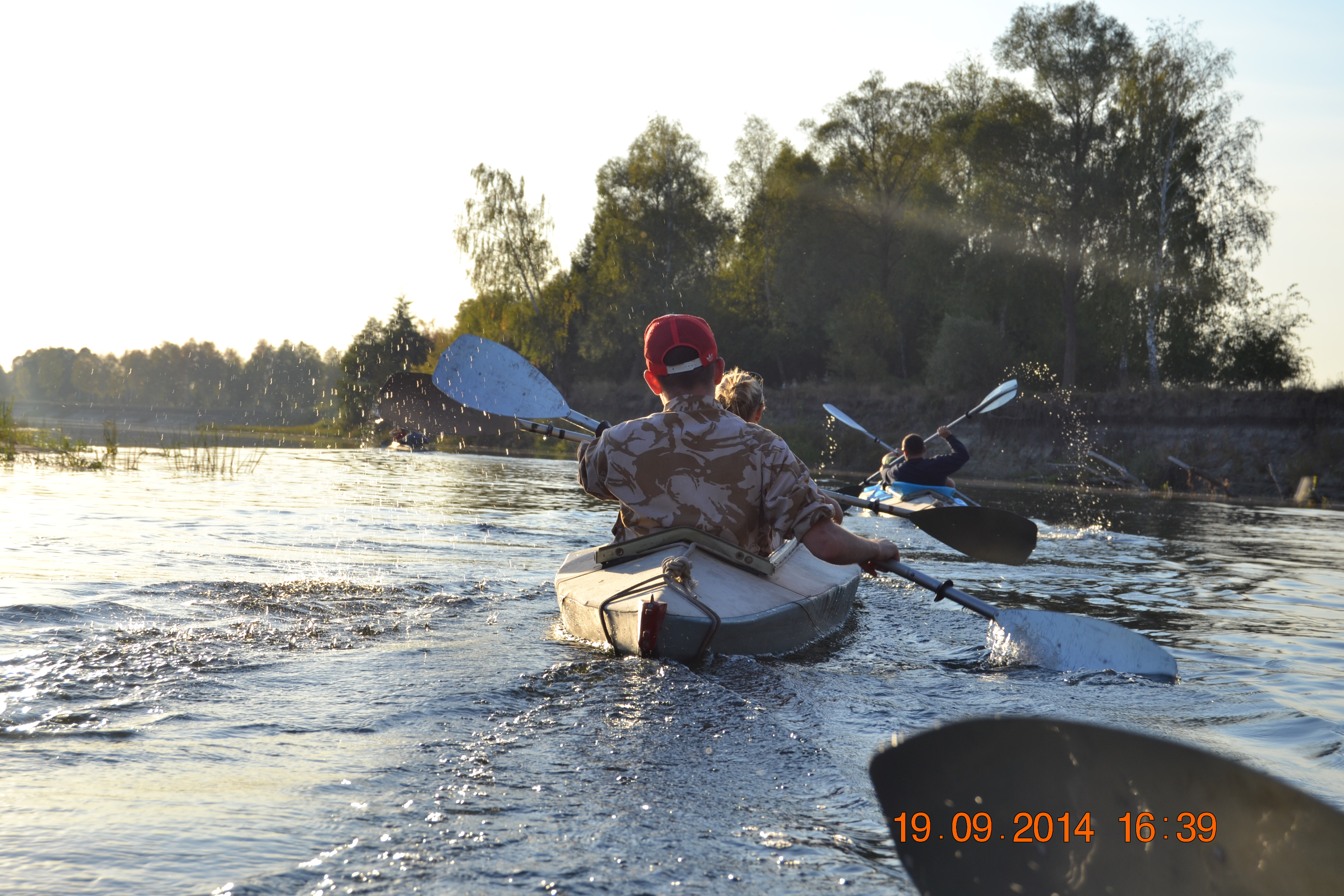
с.Тиманівка Шосткинський р-н Сумська область (відпочинок молоді на р.Десна)
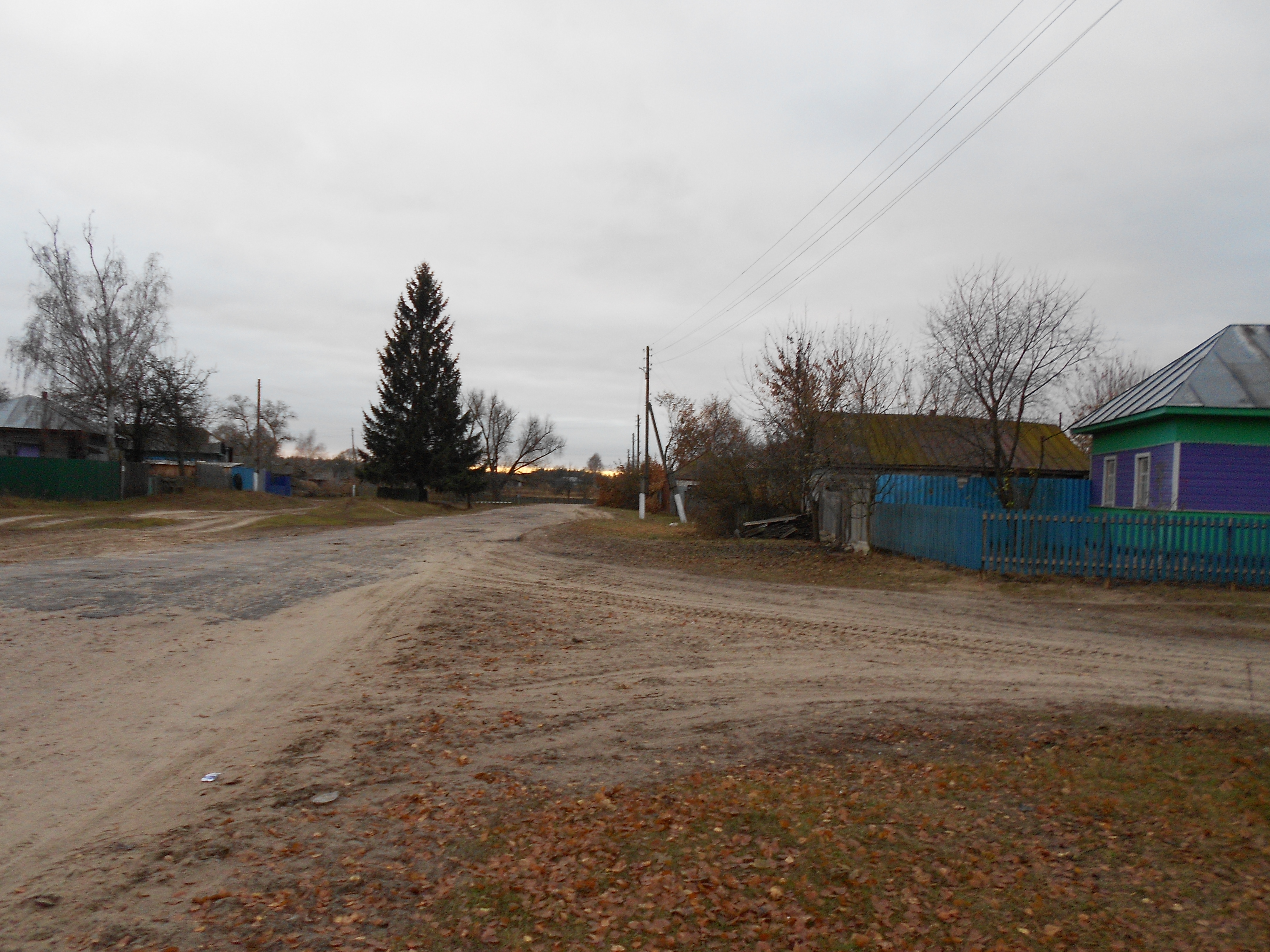
вул.Жовтнева с.Тиманівка Шосткинський район
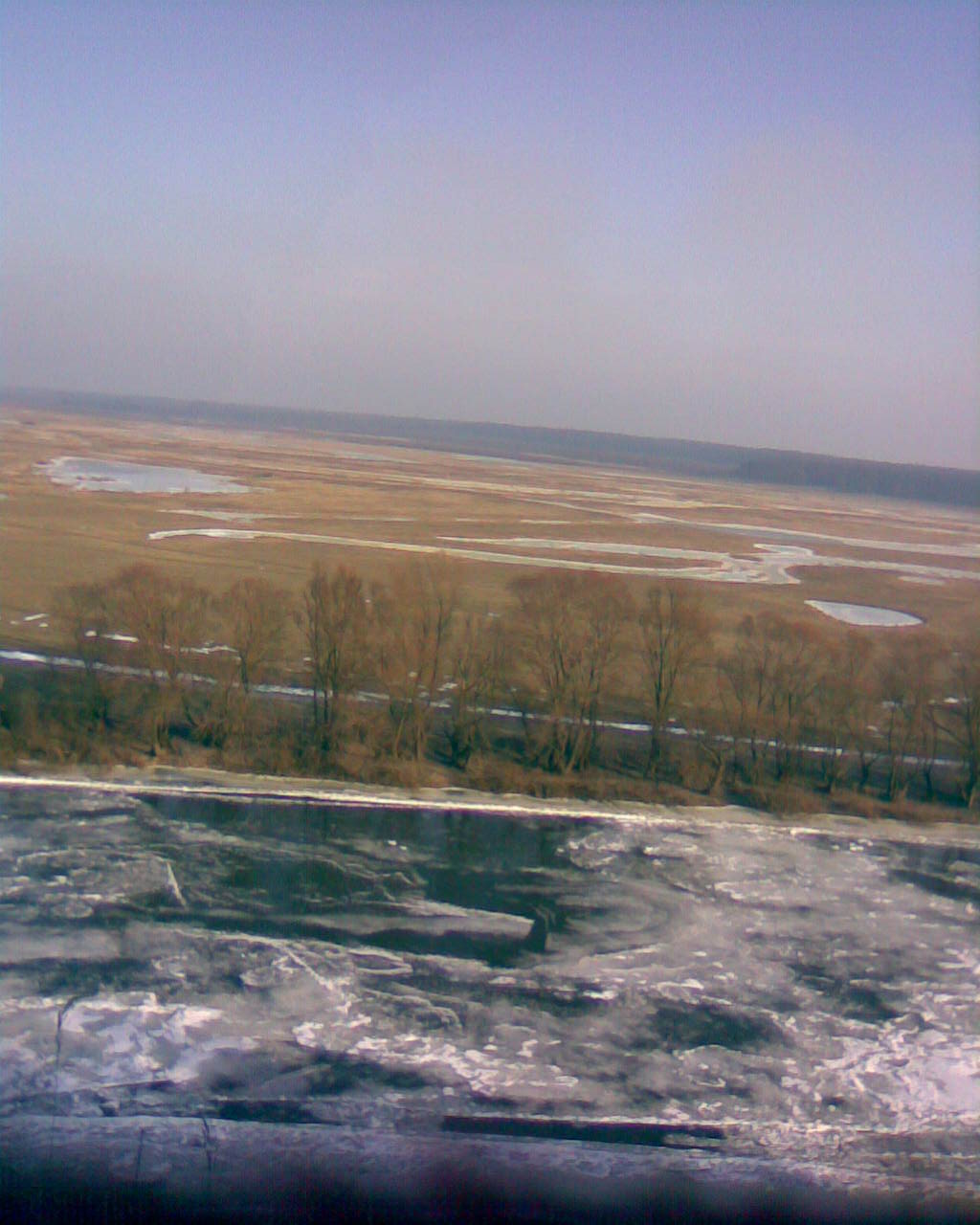
с.Тиманівка Шосткинський р-н р.Десна взимку
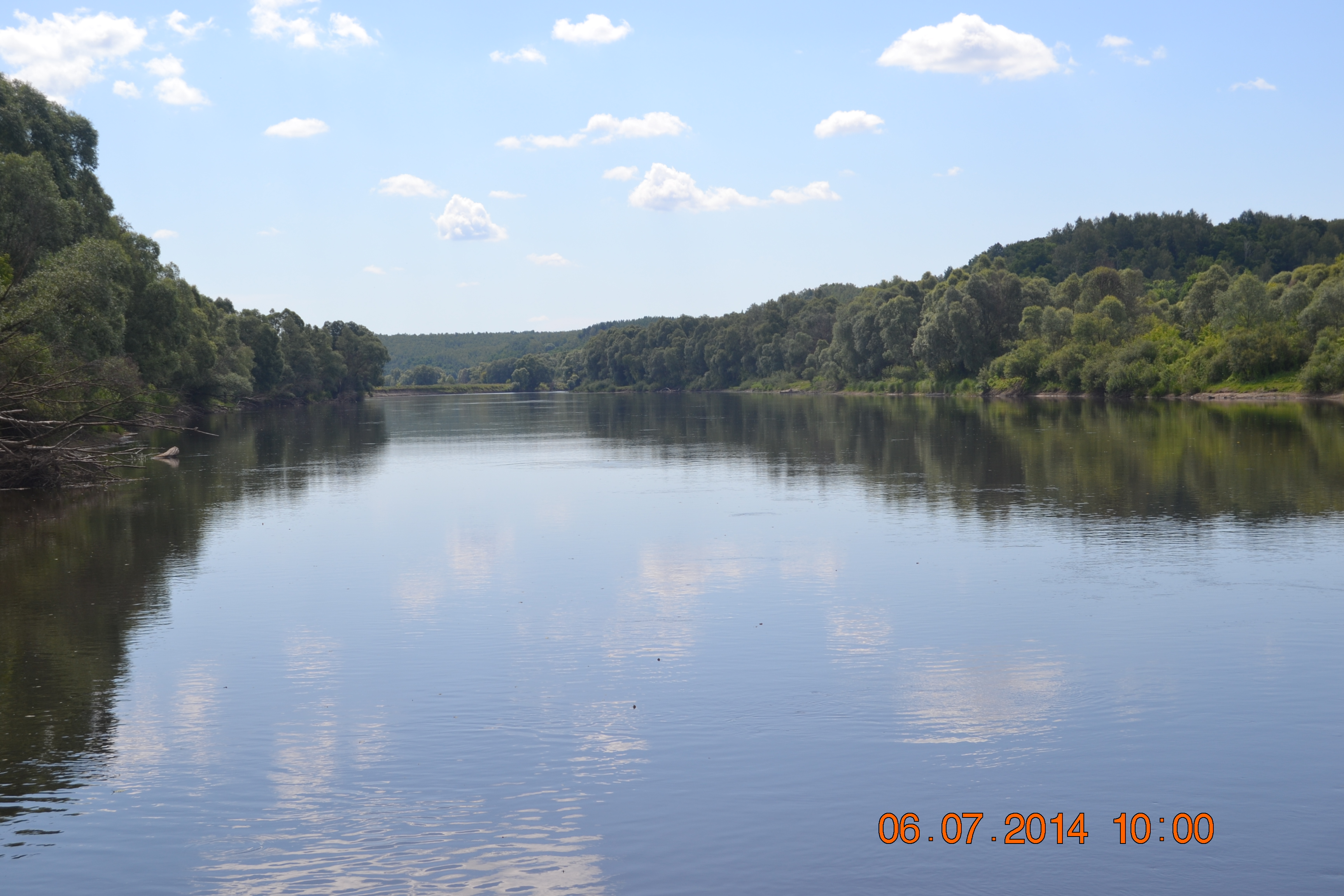
с.Тиманівка р.Десна
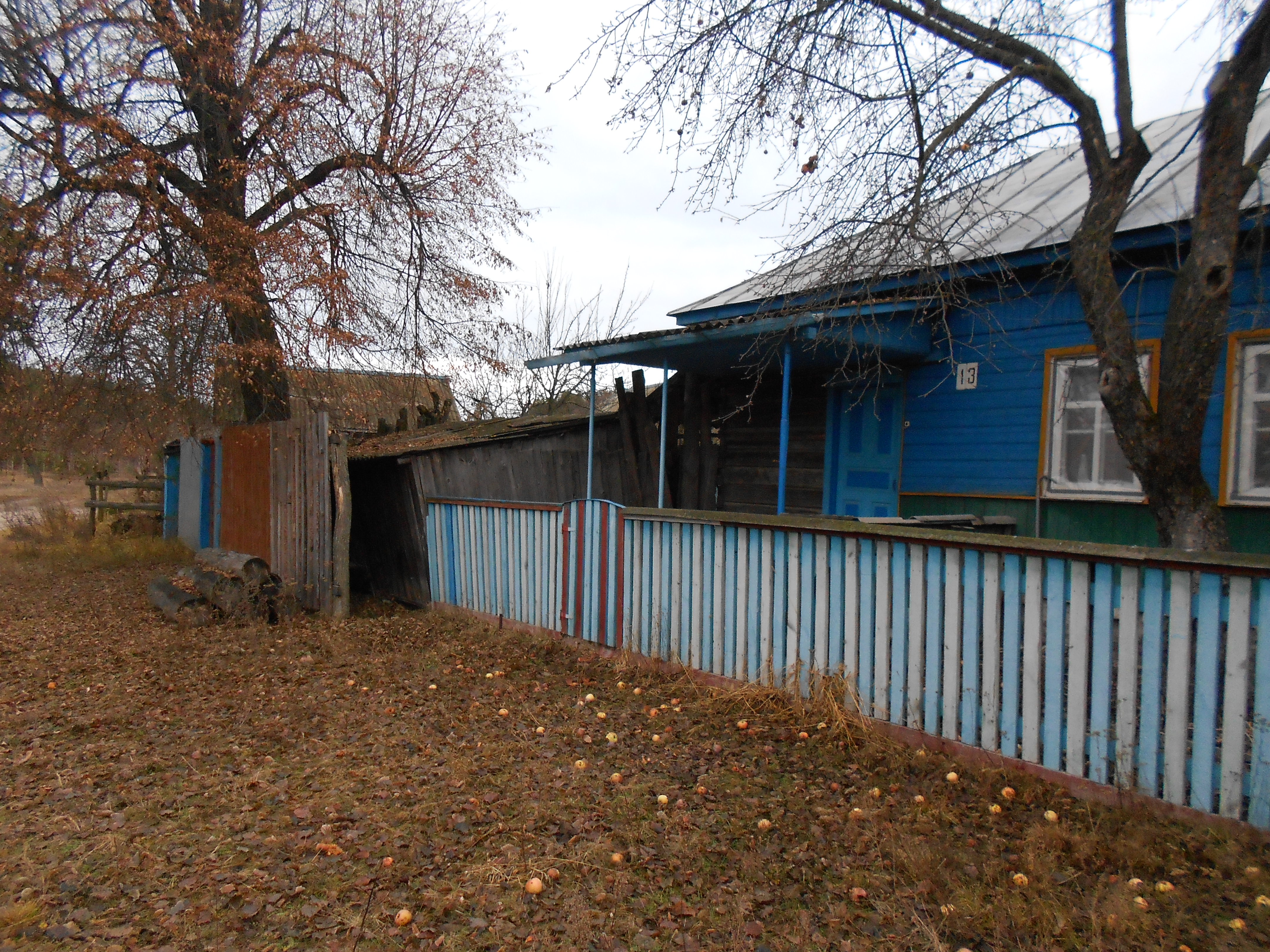
вул.Жовтнева с.Тиманівка Шосткинського району Сумської області
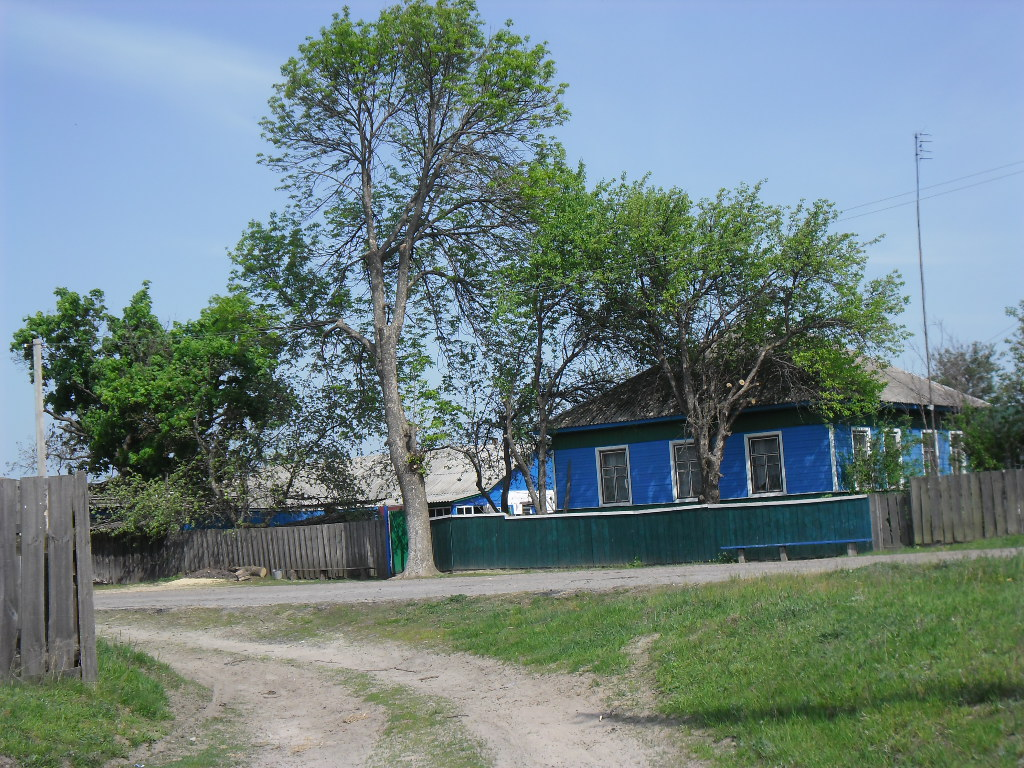
вул.Лісова с.Тиманівка Шосткинський р-н
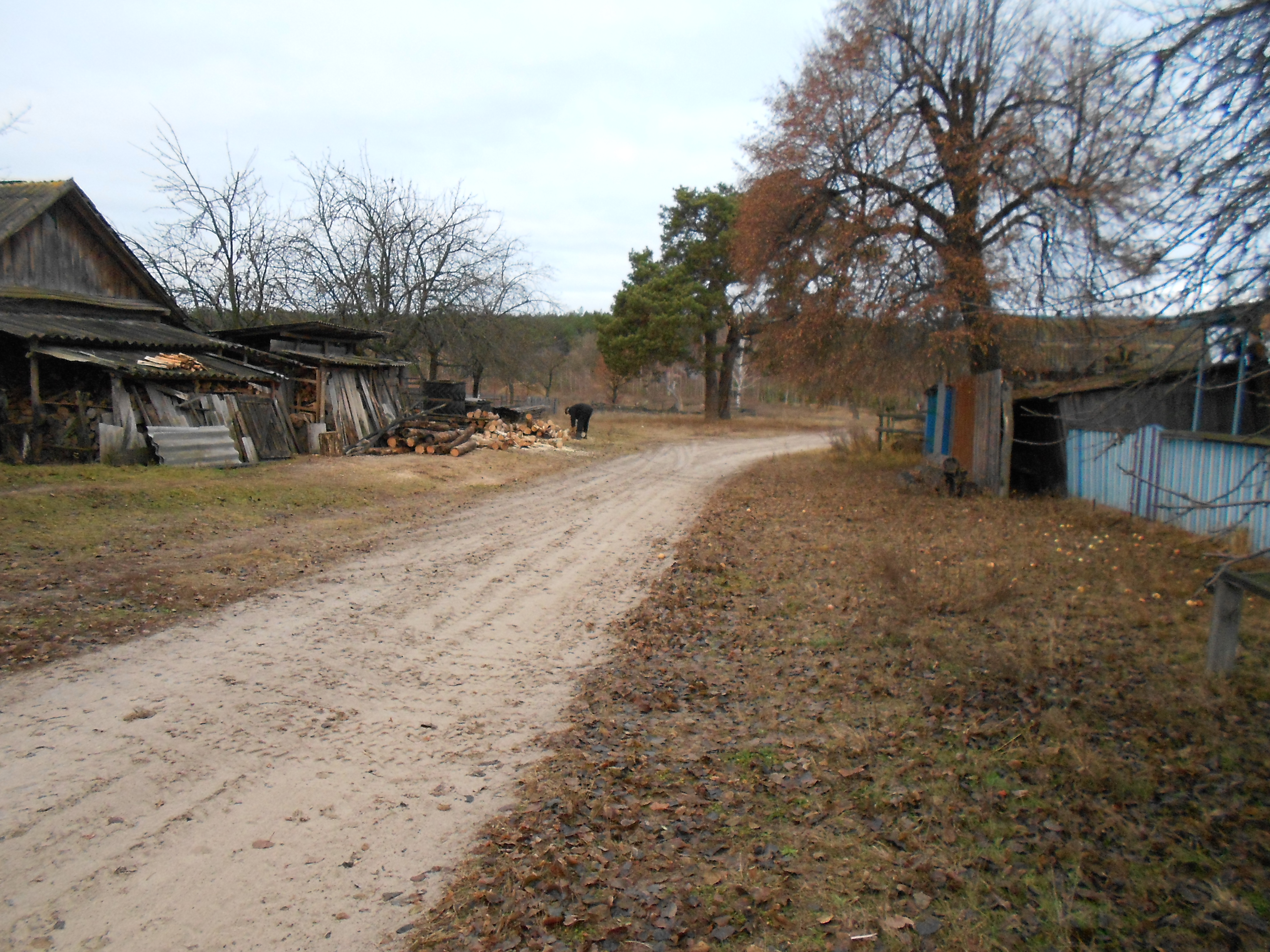
вул.Жовтнева с.Тиманівка Шосткинський р-н
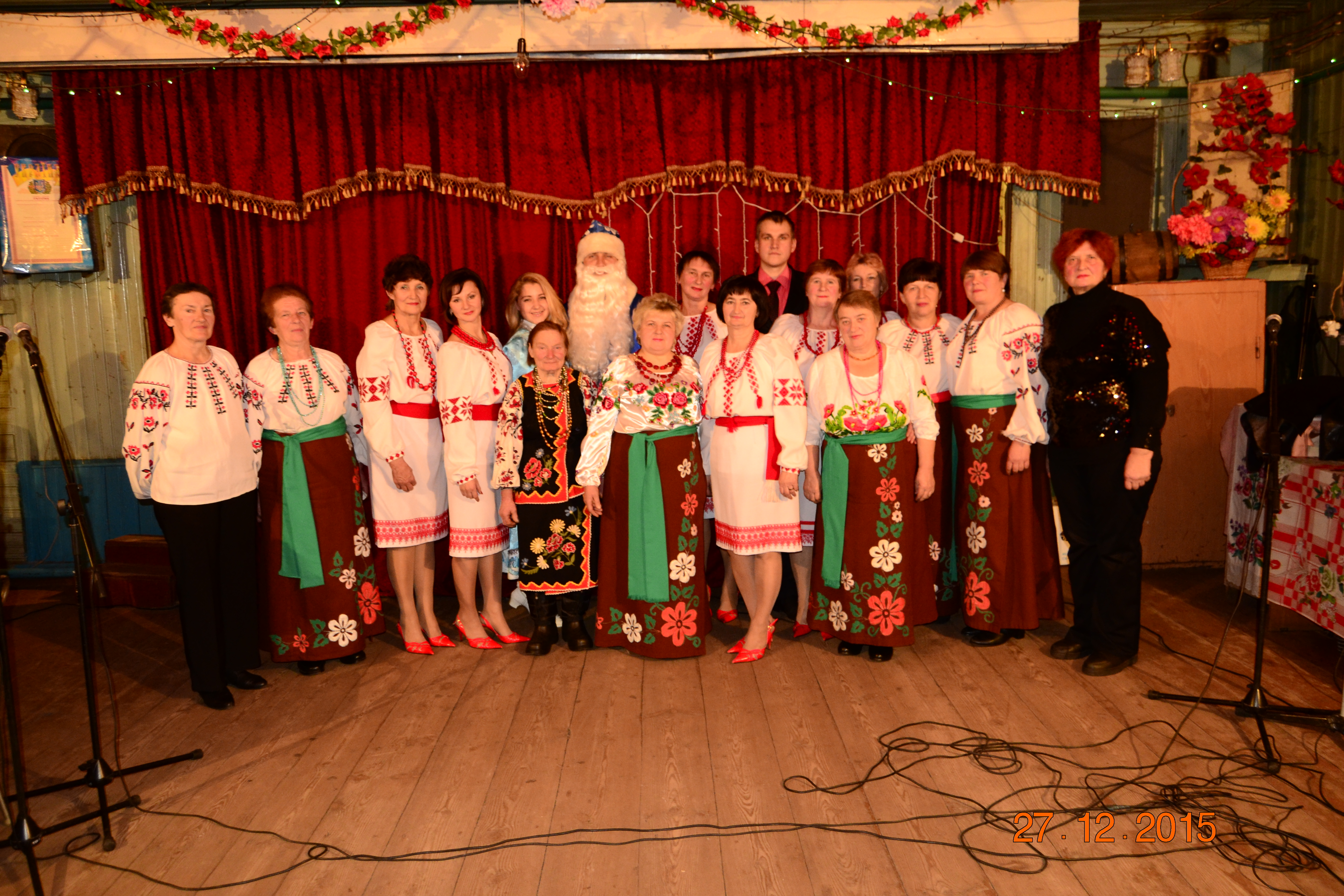
Будинок культури с.Тиманівка. На фото сільський голова Мальцев Сергій Андрійович, зав. будинком культури Терешонок Лідія Іванівна та  фольклорний колектив громади с.Тиманівка та с.Бензики Шосткинського району Сумської області
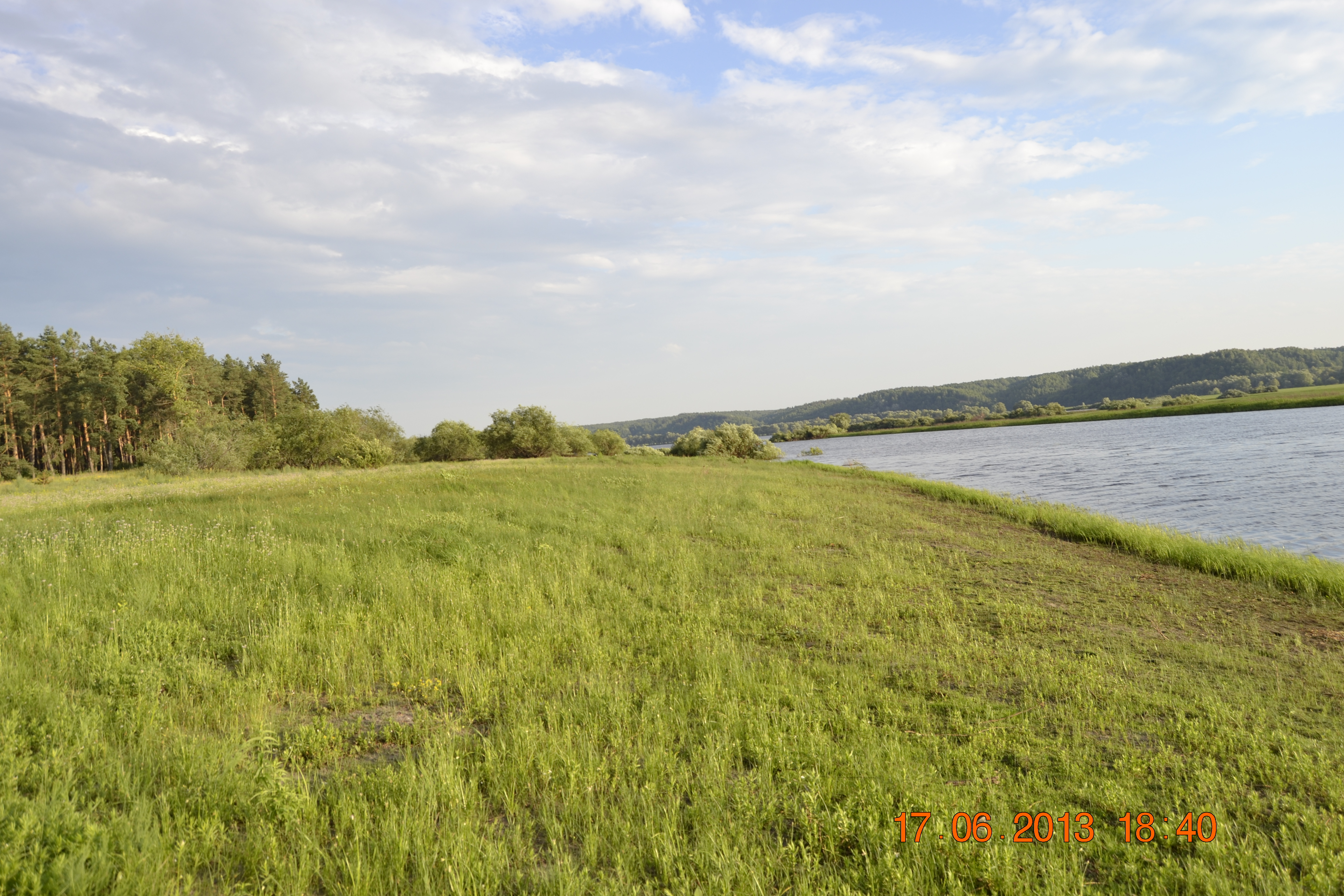
с.Тиманівка р.Десна
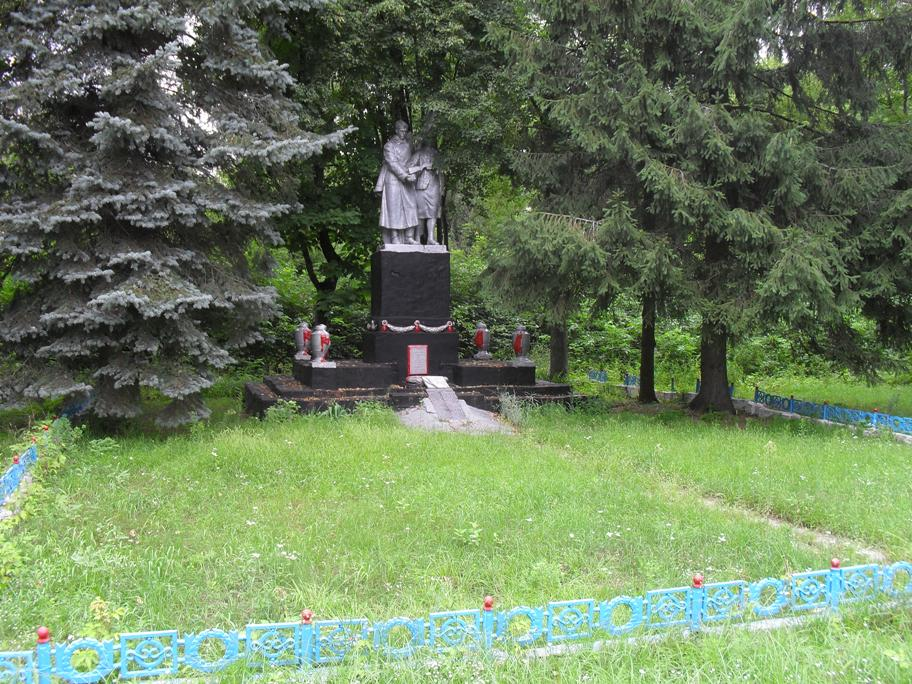
с.Тиманівка пам'ятник загиблим воїнам ВВВ.
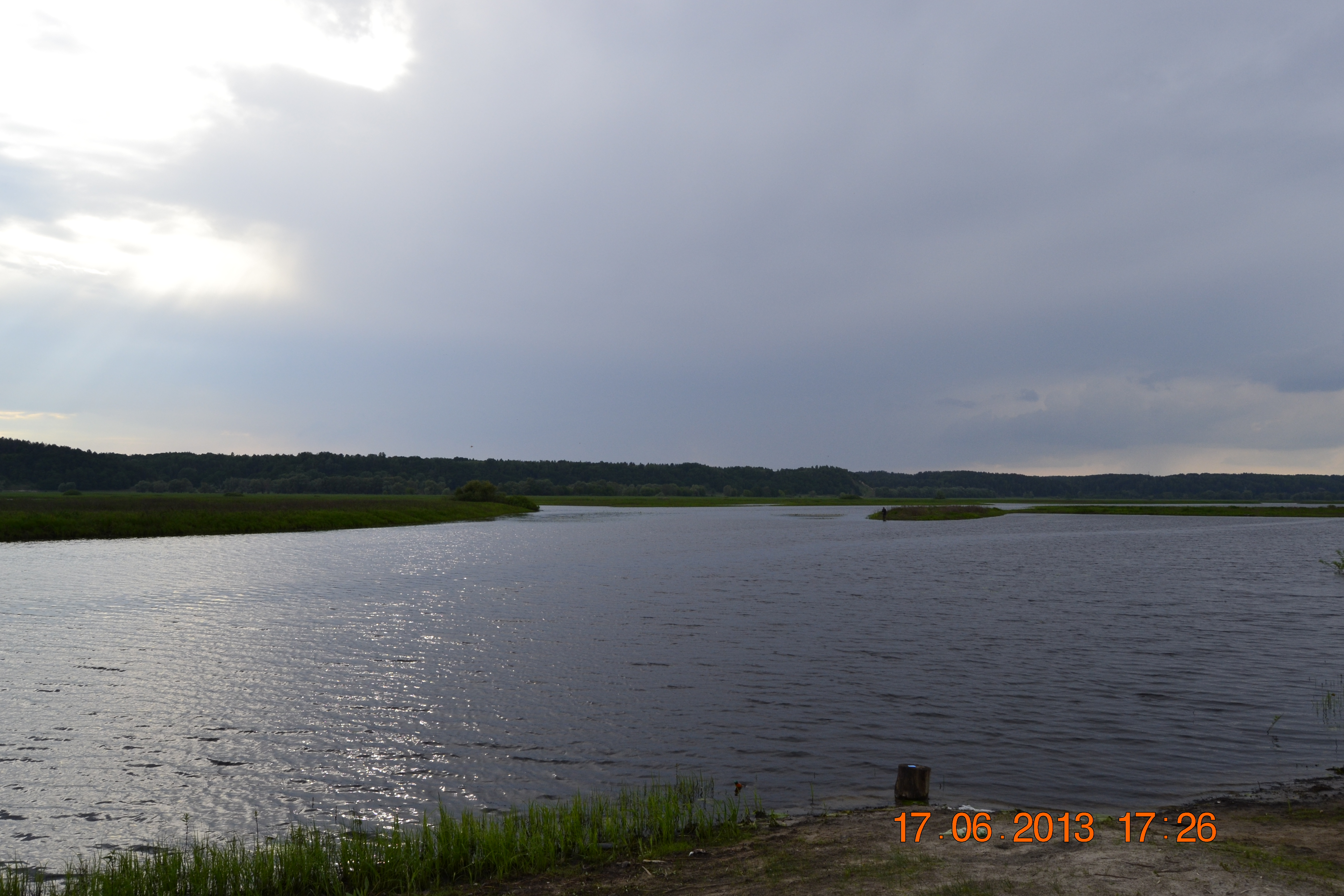
річка Десна (протікає поряд із селом)
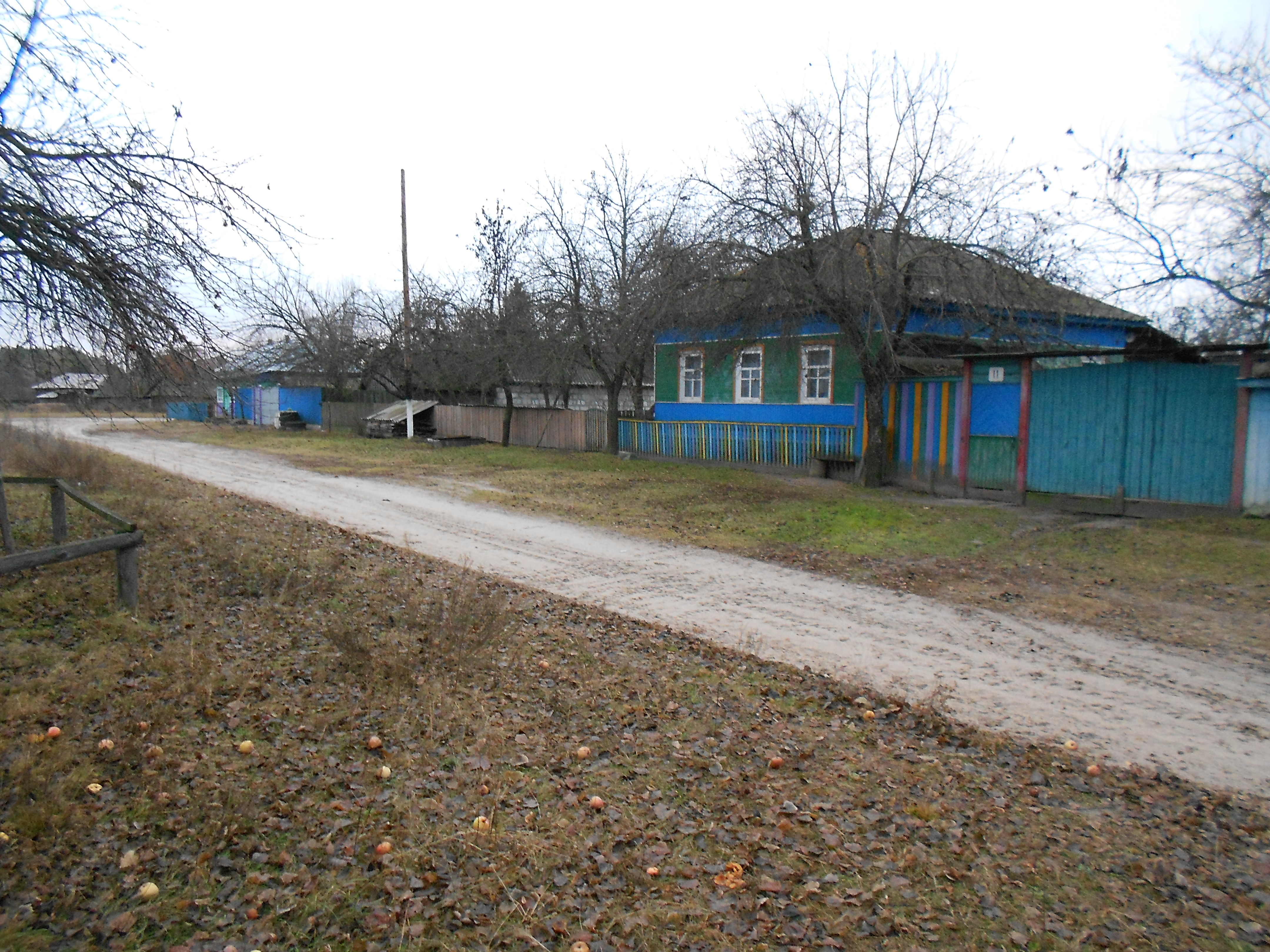
вул.Жовтнева с.Тиманівка Шосткинського району
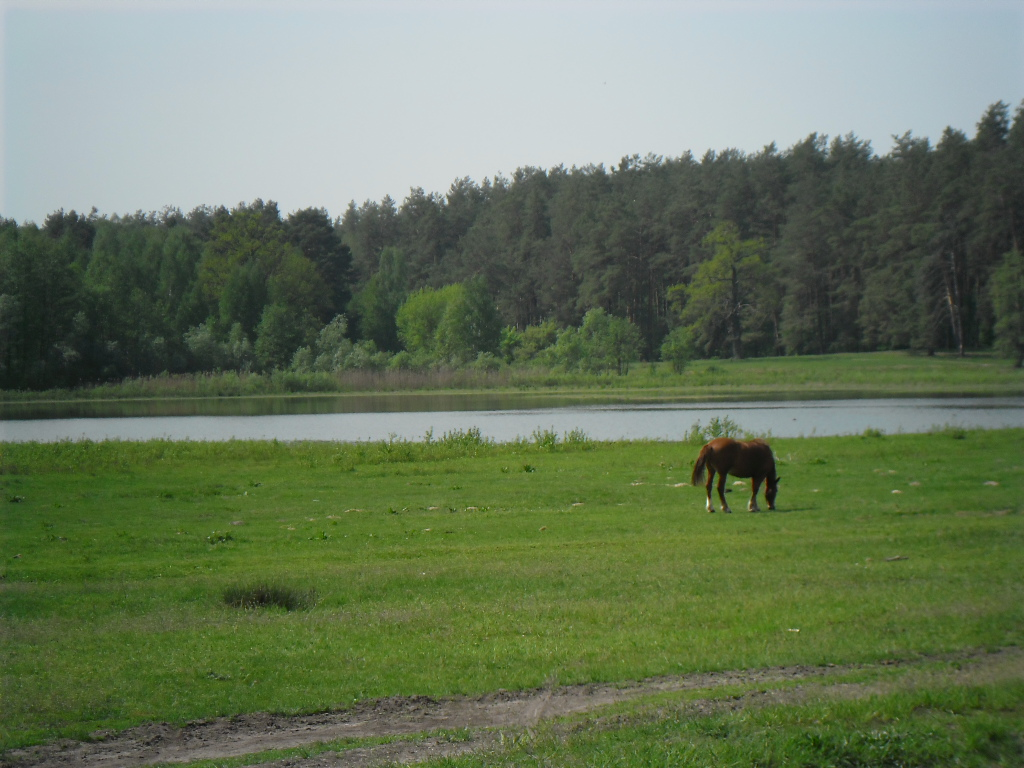
озеро Лісове с.Тиманівка
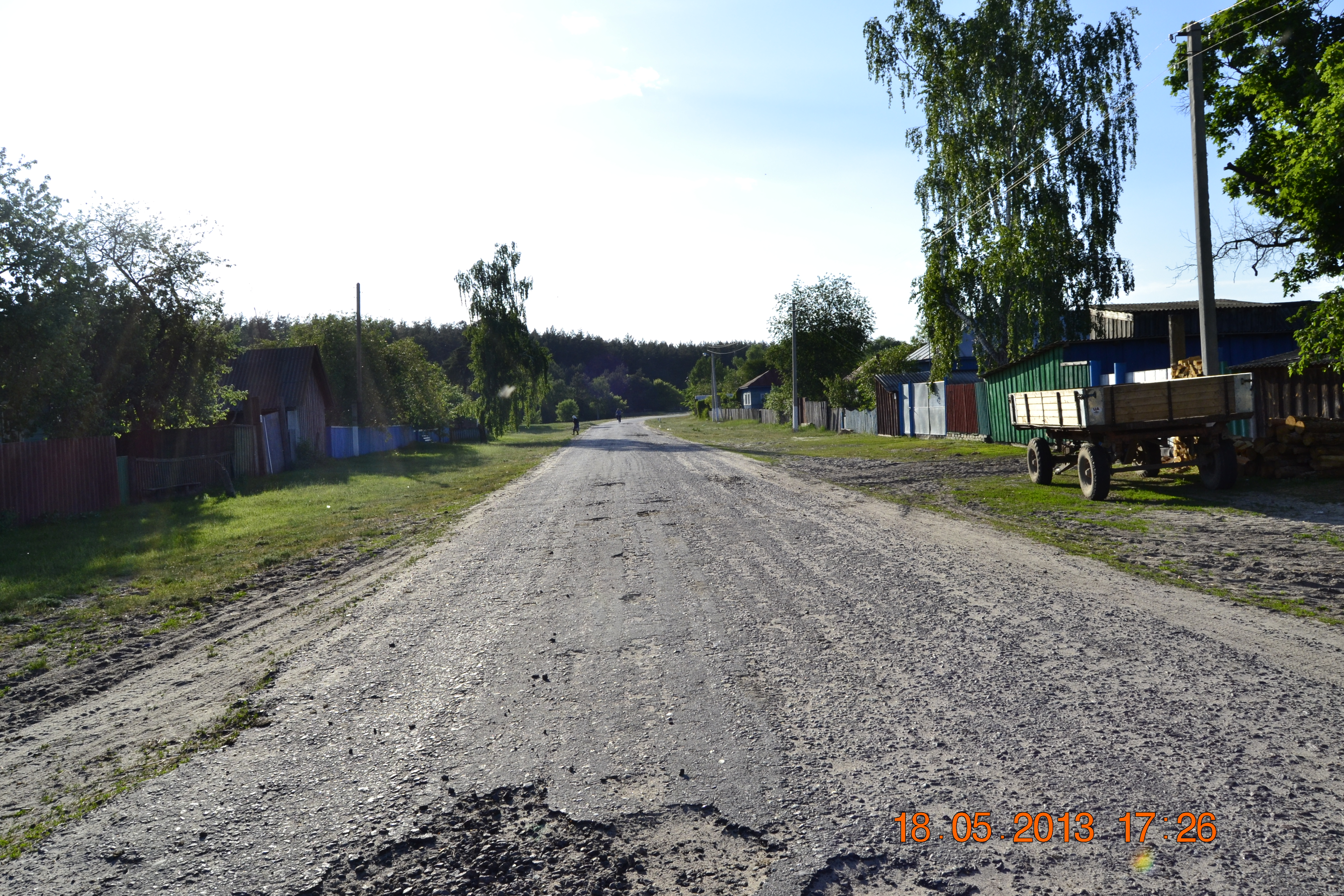
вул.Лісова с.Тиманівка

## Населення
За переписом населення України 2001 року в сільській раді мешкало 410 осіб. 100 % населення вказало своєю рідною мовою українську мову.